# Cod ATC D
Codul ATC D Preparate dermatologice este o parte a sistemului de clasificare anatomică, terapeutică și chimică a medicamentelor, un sistem dezvoltat de către Organizația Mondială a Sănătății (OMS) pentru clasificarea medicamentelor și a altor produse medicinale.
Codurile pentru preparatele de uz veterinar sunt create prin alipirea literei Q în fața codului ATC corespunzător produsului pentru uz uman; de exemplu, QD. Codurile ATCvet care nu au un cod ATC corespunzător produsului de uz uman sunt citate începând cu Q în lista următoare.

D Preparate dermatologice
D01 Antifungice de uz dermatologic
D02 Emoliente și protectoare
D03 Preparate pentru tratamentul rănilor și ulcerelor
D04 Antipruriginoase, inclusiv antihistaminice și anestezice locale
D05 Antipsoriazice
D06 Antibiotice și chimioterapice de uz dermatologic
D07 Corticosteroizi, preparate dermatologice
D08 Antiseptice și dezinfectante
D10 Preparate antiacneice
D09 Pansamente medicamentoase
D11 Alte preparate de uz dermatologic